# Ligne de Budapest à Hatvan
La Ligne de Budapest à Hatvan ou ligne 80A est une ligne de chemin de fer de Hongrie. Elle relie Budapest à Hatvan.